# Asian Volleyball Confederation

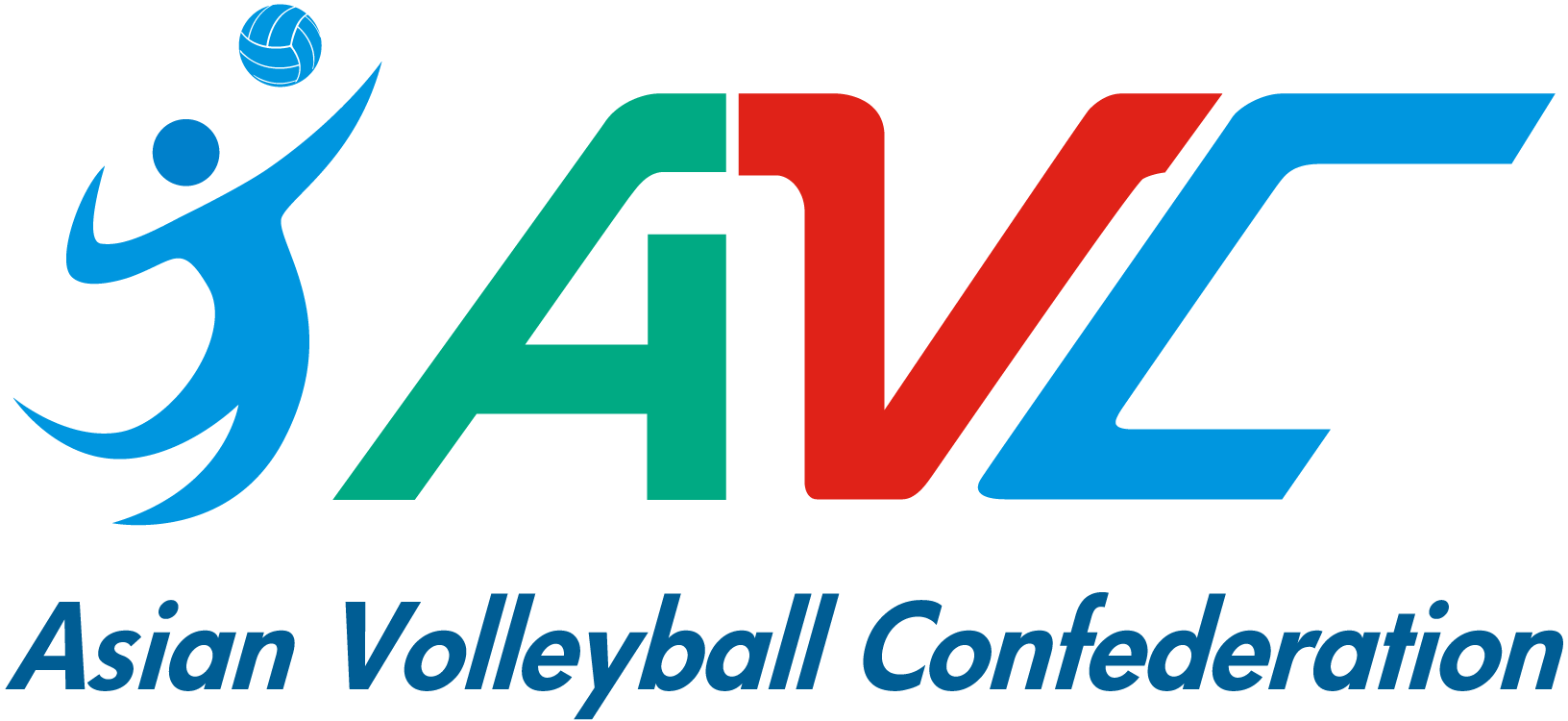
Logo der Asian Volleyball Confederation

Die Asian Volleyball Confederation (AVC, Deutsch: Asiatischer Volleyballbund) ist der kontinentale Dachverband des Volleyballs für Asien und Ozeanien. Der Hauptsitz des Verbands befindet sich in Peking (China).

## Profil
Die AVC wurde am 6. Mai 1952 auf Initiative des Japaners Nishikawa gegründet. Zu diesem Zeitpunkt hatte der Verband zwölf Mitglieder. Nachdem die FIVB auf ihrem Kongress im September 1961 beschloss, Komitees der kontinentalen Zonen einzurichten, wurde der asiatische Verband 1962 in Asian Volleyball Federation (AVF) umbenannt. Am 8. Oktober 1962 wurde Nishikawa zum Vorsitzenden des Asian Sport Committee (ASC) gewählt. Später erhielt der Verband nach einer Revision der FIVB seinen vorherigen Namen zurück. Im November 1976 wählte die AVC den Japaner Maeda zum neuen Präsidenten. Er wurde im November 1985 von seinem Landsmann Yasutaka Matsudaira abgelöst. Heutiger Präsident der AVC ist der Chinese Jizhong Wei.

## Mitgliedsverbände
Die folgende Tabelle zeigt alle Mitgliedsverbände der AVC.
| Land                               | Verband                                                 | Link | Zone     | FIVB |
| ---------------------------------- | ------------------------------------------------------- | ---- | -------- | ---- |
| Afghanistan                        | Afghanistan Volleyball Association                      |      | Zentral  |      |
| Amerikanisch-Samoa                 | American Samoa Volleyball Association                   |      | Ozeanien |      |
| Australien                         | Volleyball Australia                                    |      | Ozeanien |      |
| Bahrain                            | Bahrain Volleyball Association                          |      | West     |      |
| Bangladesch                        | Bangladesh Volleyball Federation                        |      | Zentral  |      |
| Bhutan                             | Bhutan Volleyball Federation                            |      | Zentral  |      |
| Brunei                             | Brunei Amateur Volleyball Association                   |      | Südost   |      |
| China                              | China Volleyball Association                            |      | Ost      |      |
| Cookinseln                         | Cook Islands Volleyball Federation                      |      | Ozeanien |      |
| Fidschi                            | Fiji Volleyball Federation                              |      | Ozeanien |      |
| Guam                               | Guam Volleyball Federation                              |      | Ozeanien |      |
| Hongkong                           | Volleyball Association of Hong Kong, China              |      | Ost      |      |
| Indien                             | Volleyball Federation of India                          |      | Zentral  |      |
| Indonesien                         | National Volleyball Federation of Indonesia             |      | Südost   |      |
| Irak                               | Iraq Volleyball Federation                              |      | West     |      |
| Iran                               | Iran Volleyball Federation                              |      | Zentral  |      |
| Japan                              | Japan Volleyball Association                            |      | Ost      |      |
| Jemen                              | Yemen Volleyball Association                            |      | West     |      |
| Jordanien                          | Jordan Volleyball Federation                            |      | West     |      |
| Kambodscha                         | Federation de Volleyball du Cambodge                    |      | Südost   |      |
| Kasachstan                         | Kazakhstan Volleyball Federation                        |      | Zentral  |      |
| Katar                              | Qatar Volleyball Association                            |      | West     |      |
| Kirgisistan                        | Federation de Volleyball de la Republique de Kyrgyzstan |      | Zentral  |      |
| Kiribati                           | Kiribati National Volleyball Association                |      | Ozeanien |      |
| Kuwait                             | Kuwait Volleyball Association                           |      | West     |      |
| Laos                               | Laos Volleyball Federation                              |      | Südost   |      |
| Libanon                            | Lebanese Volleyball Federation                          |      | West     |      |
| Macau                              | Volleyball Association of Macao, China                  |      | Ost      |      |
| Malaysia                           | Malaysia Volleyball Association                         |      | Südost   |      |
| Malediven                          | Volleyball Association of Maldives                      |      | Zentral  |      |
| Marshallinseln                     | Marshall Islands Volleyball Federation                  |      | Ozeanien |      |
| Föderierte Staaten von Mikronesien | Federated States of Micronesia Volleyball Association   |      | Ozeanien |      |
| Mongolei                           | Mongolian Volleyball Association                        |      | Ost      |      |
| Myanmar                            | Myanmar Volleyball Federation                           |      | Südost   |      |
| Nauru                              | Nauru Volleyball Association                            |      | Ozeanien |      |
| Nepal                              | Nepal Volleyball Association                            |      | Zentral  |      |
| Neuseeland                         | Volleyball New Zealand                                  |      | Ozeanien |      |
| Niue                               | Niue Island Volleyball Association                      |      | Ozeanien |      |
| Nordkorea                          | Volleyball Association of the D.P.R. Korea              |      | Ost      |      |
| Nördliche Marianen                 | Northern Mariana Islands Volleyball Association         |      | Ozeanien |      |
| Oman                               | Oman Volleyball Association                             |      | West     |      |
| Osttimor                           | Federação Voleibol Timor Leste                          |      | Südost   |      |
| Pakistan                           | Pakistan Volleyball Federation                          |      | Zentral  |      |
| Palästina                          | Palestine Volleyball Association                        |      | West     |      |
| Palau                              | Palau Volleyball Federation                             |      | Ozeanien |      |
| Papua-Neuguinea                    | Papua New Guinea Volleyball Federation                  |      | Ozeanien |      |
| Philippinen                        | Larong Volleyball SA Pilipinas                          |      | Südost   |      |
| Salomonen                          | Solomon Islands Volleyball Federation                   |      | Ozeanien |      |
| Saudi-Arabien                      | Saudi Arabian Volleyball Federation                     |      | West     |      |
| Singapur                           | Volleyball Association of Singapore                     |      | Südost   |      |
| Sri Lanka                          | Sri Lanka Volleyball Federation                         |      | Zentral  |      |
| Südkorea                           | Korea Volleyball Association                            |      | Ost      |      |
| Syrien                             | Syrian Arab Volleyball Federation                       |      | West     |      |
| Tadschikistan                      | Tajikistan Volleyball Federation                        |      | Zentral  |      |
| Tahiti                             | Volleyball Federation of Tahiti                         |      | Ozeanien |      |
| Taiwan                             | Chinese Taipei Volleyball Association                   |      | Ost      |      |
| Thailand                           | Volleyball Association of Thailand                      |      | Südost   |      |
| Tonga                              | Tonga National Volleyball Association                   |      | Ozeanien |      |
| Turkmenistan                       | Turkmenistan Volleyball Federation                      |      | Zentral  |      |
| Tuvalu                             | Federation de Volleyball de Tuvalu                      |      | Ozeanien |      |
| Usbekistan                         | Uzbekistan Volleyball Federation                        |      | Zentral  |      |
| Vanuatu                            | Vanuatu Amateur Volleyball Federation                   |      | Ozeanien |      |
| Vereinigte Arabische Emirate       | United Arab Emirates Volleyball Association             |      | West     |      |
| Vietnam                            | Volleyball Federation of Vietnam                        |      | Südost   |      |
| Samoa                              | Western Samoa Volleyball Association                    |      | Ozeanien |      |